# Monte Gordo (Cap-Vert)
Pour les articles homonymes, voir Monte Gordo.
Le Monte Gordo est un volcan du Cap-Vert. C'est le point culminant de l'île de São Nicolau.
Le site a obtenu le statut de parc naturel.